# Osbert Peake, 1. Viscount Ingleby
Osbert Peake, 1. Viscount Ingleby, PC (* 30. Dezember 1897; † 11. Oktober 1966) war ein britischer Politiker der Conservative Party, der unter anderem zwischen 1929 und 1956 Mitglied des Unterhauses (House of Commons), zwischen 1944 und 1945 Finanzsekretär im Schatzamt (HM Treasury), von 1951 bis 1953 Minister für die Nationalversicherung sowie von 1953 bis 1955 Minister für Pensionen und die Nationalversicherung war. Am 17. Januar 1956 wurde er als Viscount Ingleby zum erblichen Peer erhoben und damit Mitglied des Oberhauses (House of Lords).

## Leben

### Familiäre Herkunft, Erster Weltkrieg und Studium
Peake war der zweite Sohn des Rechtsanwalts und Majors George Herbert Peake, der 1931 Deputy Lieutenant von Nottinghamshire wurde, sowie dessen Ehefrau Evelyn Mary Dundas, deren Vater John Charles Dundas zwischen 1872 und 1892 Lord Lieutenant von Orkney und Shetland sowie zugleich von 1873 bis 1885 Mitglied des Unterhauses war. Sein älterer Bruder Raymond Peake war Lieutenant bei den Coldstream Guards und fiel am 30. September 1916 im Ersten Weltkrieg. Sein jüngerer Bruder Sir Harald Peake war Air Commodore der Royal Air Force und während des Zweiten Weltkrieges von 1940 bis 1941 Leiter der Abteilung für Öffentlichkeitsarbeit im Luftfahrtministerium (Air Ministry). Seine einzige Schwester war Maud Eileen Peake, während sein jüngster Bruder Edward Charles Peake Rechtsanwalt war und während des Zweiten Weltkrieges als Flight Lieutenant bei der Royal Air Force diente.
Osbert Peake selbst begann nach dem Besuch des renommierten Eton College ein Studium am Christ Church College der Universität Oxford. Nach Beginn des Ersten Weltkrieges unterbrach er sein Studium und trat nach dem Besuch der Royal Military Academy Sandhurst wie sein ältester Bruder als Second Lieutenant der Coldstream Guards in die British Army ein. Zuletzt wurde er ebenfalls zum Lieutenant befördert. Nach Kriegsende setzte er sein Studium am Christ Church College fort und schloss dieses 1919 mit einem Bachelor of Arts (B.A.) ab. Nach einem darauf folgenden Studium der Rechtswissenschaften erhielt er 1923 die anwaltliche Zulassung als Barrister bei der Anwaltskammer von Inner Temple. Im Anschluss war er mehrere Jahre als Rechtsanwalt tätig.

### Unterhausabgeordneter und Juniorminister in den Kriegsregierungen
Bei der Unterhauswahl vom 30. Mai 1930 wurde Peake als Kandidat der Conservative Party erstmals als Abgeordneter für den Wahlkreis Leeds North zum Mitglied des Unterhauses gewählt. Er wurde mehrfach wiedergewählt und hatte sein Mandat bis zum 26. Mai 1955 inne. In der von Premierminister Neville Chamberlain gebildeten Kriegsregierung übernahm er am 3. September 1939 sein erstes Regierungsamt als Parlamentarischer Unterstaatssekretär im Innenministerium (Parliamentary Under-Secretary of State for the Home Department). In diesem Juniorministerposten verblieb er auch nachdem Premierminister Winston Churchill am 10. Mai 1940 seine Kriegsregierung gebildet hatte. Dieses Amt behielt er bis zu seiner Ablösung durch Geoffrey FitzClarence, 5. Earl of Munster am 31. Oktober 1944. Er war damit einer der engsten Mitarbeiter der damaligen Innenminister John Anderson sowie Herbert Stanley Morrison.
Peake, der 1943 auch Mitglied des Geheimen Kronrates (Privy Council) wurde, leistete während des Zweiten Weltkrieges Militärdienst als Major in der Nottinghamshire Yeomanry. Am 29. Oktober 1944 übernahm er als Nachfolger von Ralph Assheton den Posten als Finanzsekretär im Schatzamt (Financial Secretary to the Treasury) und bekleidete als solcher bis zum Ende der Übergangsregierung Churchill am 26. Juli 1945 nach dem Schatzkanzler, dem Chefsekretär des Schatzamtes und dem Generalzahlmeister die viertwichtigste Position im Schatzamt.

### Minister in der Nachkriegszeit und Oberhausmitglied

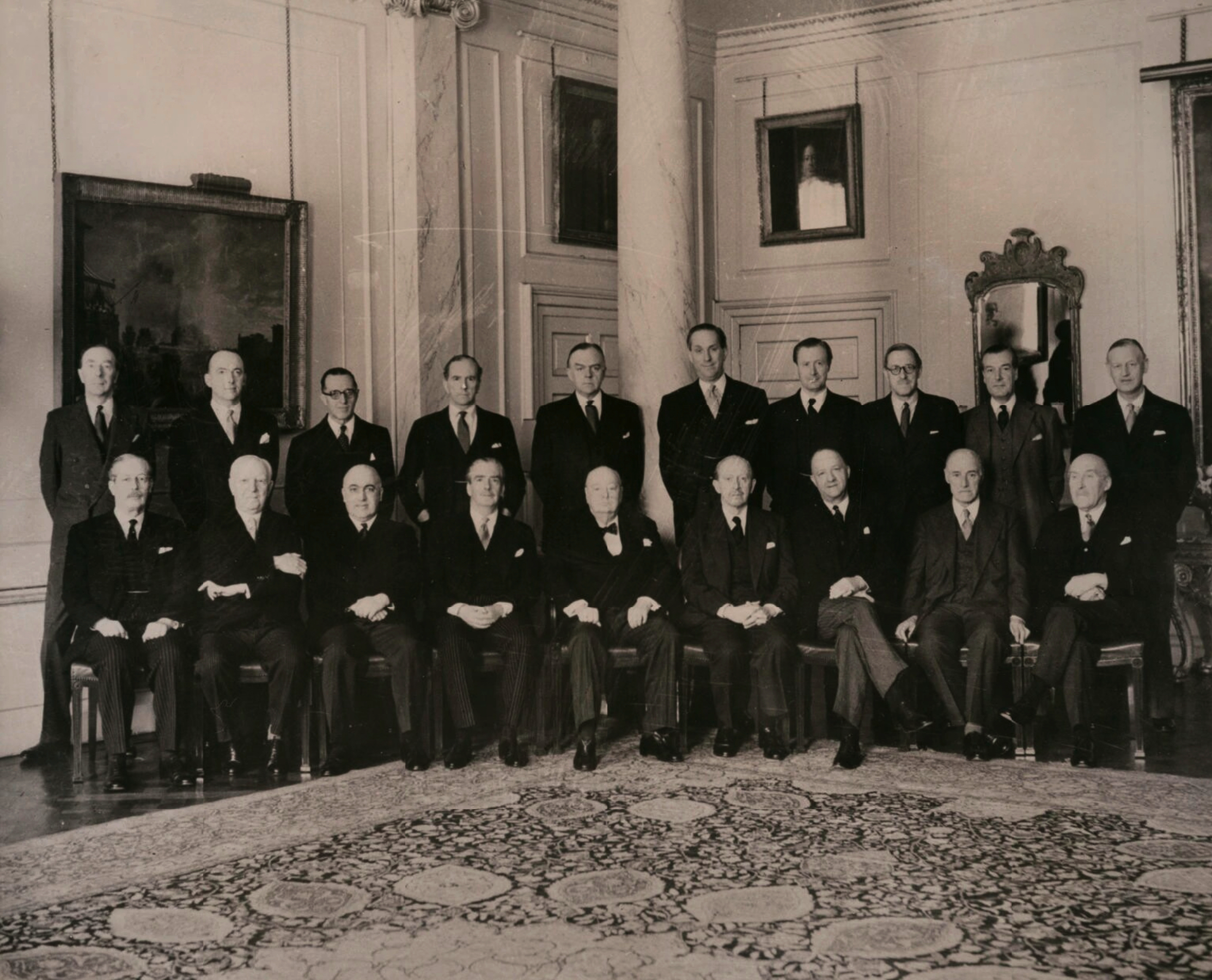
Osbert Peake (hintere Reihe, 1. v. l.) als Minister für Pensionen und Nationalversicherung im dritten Kabinett Churchill (1955)

Nach dem Wahlsieg der Tories bei der Unterhauswahl vom 25. Oktober 1951 wurde Peake am 2. November 1951 im dritten Kabinett Churchill zunächst Minister für die Nationalversicherung (Minister of National Insurance). Nachdem dieses Ministerium am 3. September 1953 mit dem bislang von Derick Heathcoat-Amory geleiteten Pensionsministerium zusammengelegt wurde, übernahm er das neugeschaffene Amt des Minister für Pensionen und die Nationalversicherung (Minister of Pensions and National Insurance). Er bekleidete dieses auch im darauf folgenden Kabinett von Premierminister Anthony Eden bis zu seiner Ablösung durch John Boyd-Carpenter am 20. Dezember 1955. Sein Ministeramt hatte ab dem 18. Oktober 1954 Kabinettsrang.
Bei den Unterhauswahlen vom 26. Mai 1955 wurde Peake letztmals zum Mitglied des Unterhauses gewählt. Diesmal vertrat er nach der Auflösung seines bisherigen Wahlkreises Leeds North bis zu seinem Mandatsverzicht am 9. Februar 1956 jedoch den Wahlkreis Leeds North East, der bislang von Alice Bacon von der Labour Party vertreten wurde. Sein Nachfolger als Abgeordneter des Unterhauses für den Wahlkreis Leeds North East wurde Keith Joseph.
Durch Letters Patent vom 17. Januar 1956 wurde Peake als Viscount Ingleby, of Snilesworth, in the North Riding of the County York, in den erblichen Adelsstand der Peerage of the United Kingdom erhoben. Er gehörte damit zu seinem Tode am 11. Oktober 1966 als Mitglied dem Oberhaus an.

### Ehe und Nachkommen
Peake heiratete am 19. Juni 1922 Lady Joan Rachel de Vere Capell, eine Tochter des George Capell, 7. Earl of Essex. Aus dieser Ehe gingen vier Töchter und ein Sohn hervor. Die älteste Tochter Iris Irene Adele Peake war mit Oliver Payan Dawnay verheiratet, einem Captain der Coldstream Guards, der zwischen 1951 und 1956 Privatsekretär der Königinmutter Elizabeth war. Die zweitälteste Tochter Sonia Mary Peake war in erster Ehe mit David Hay, 12. Marquess of Tweeddale und nach der Scheidung in zweiter Ehe mit Michael William Vernon Hammond-Maude, einem Major der 5th Royal Inniskilling Dragoon Guards.
Der einzige Sohn Martin Raymond Peake erbte beim Tod seines Vaters am 11. Oktober 2006 den Titel als 2. Viscount Ingleby. Da dessen einziger Sohn Richard Martin Herbert Peake bereits am 19. Juli 1975 verstorben war, erlosch der Titel mit dem Tod des 2. Viscount am 14. Oktober 2008.
Osbert Peakes dritte Tochter Imogen Clarissa Peake verstarb bereits am 29. Oktober 1937 im Alter von nur dreieinhalb Jahren. Die jüngste Tochter Mary Rose Peake war mit Everard John Robert March Phillipps de Lisle verheiratet, einem Major der Royal Horse Guards, der High Sheriff, Deputy Lieutenant sowie zuletzt von 1990 bis zu dessen Tode 2003 Vice-Lieutenant von Leicestershire war.